# PGGT1B
PGGT1B (англ. Protein geranylgeranyltransferase type I subunit beta) – білок, який кодується однойменним геном, розташованим у людей на 5-й хромосомі. Довжина поліпептидного ланцюга білка становить 377 амінокислот, а молекулярна маса — 42 368.
| 10         |  | 20         |  | 30         |  | 40         |  | 50         |
| ---------- |  | ---------- |  | ---------- |  | ---------- |  | ---------- |
| MAATEDERLA |  | GSGEGERLDF |  | LRDRHVRFFQ |  | RCLQVLPERY |  | SSLETSRLTI |
| AFFALSGLDM |  | LDSLDVVNKD |  | DIIEWIYSLQ |  | VLPTEDRSNL |  | NRCGFRGSSY |
| LGIPFNPSKA |  | PGTAHPYDSG |  | HIAMTYTGLS |  | CLVILGDDLS |  | RVNKEACLAG |
| LRALQLEDGS |  | FCAVPEGSEN |  | DMRFVYCASC |  | ICYMLNNWSG |  | MDMKKAITYI |
| RRSMSYDNGL |  | AQGAGLESHG |  | GSTFCGIASL |  | CLMGKLEEVF |  | SEKELNRIKR |
| WCIMRQQNGY |  | HGRPNKPVDT |  | CYSFWVGATL |  | KLLKIFQYTN |  | FEKNRNYILS |
| TQDRLVGGFA |  | KWPDSHPDAL |  | HAYFGICGLS |  | LMEESGICKV |  | HPALNVSTRT |
| SERLLDLHQS |  | WKTKDSKQCS |  | ENVHIST    |  |            |  |            |

A: Аланін

C: Цистеїн

D: Аспарагінова кислота

E: Глутамінова кислота

F: Фенілаланін

G: Гліцин

H: Гістидин

I: Ізолейцин

K: Лізин

L: Лейцин

M: Метіонін

N: Аспарагін

P: Пролін

Q: Глутамін

R: Аргінін

S: Серин

T: Треонін

V: Валін

W: Триптофан

Кодований геном білок за функцією належить до трансфераз. 
Задіяний у такому біологічному процесі, як альтернативний сплайсинг. 
Білок має сайт для зв'язування з іонами металів, іоном цинку. 